# Vapor Blumenau
O vapor Blumenau foi a segunda embarcação a realizar trajetos regulares entre Blumenau e Itajaí. Realizava paradas em Gaspar e Ilhota e levava 6 horas para cobrir o trajeto. A viagem de retorno era feita em 8 horas, devido a correnteza do rio. Antes dele utilizava-se o vapor Progresso, adquirido por uma cooperativa de comerciantes das cidades de Blumenau e Itajaí. O primeiro vapor a atracar em Blumenau era o vapor São Lourenço, porém devido o fato deste não realizar as viagens em horários regulares, foi então adquirido o vapor Progresso.
Sua construção foi terminada em 1894, e em sua primeira viagem em 1895 trouxe a bordo o então governador do estado de Santa Catarina, Hercílio Luz.
Atualmente encontra-se exposto as margens do Rio Itajaí Açú, no local conhecido como "Prainha", para visitação pública.